# Oj, svijetla majska zoro
Oj, svijetla majska zoro (Montenegrijns: Ој свијетла мајска зоро) (O, stralende meimorgen) is het volkslied van Montenegro. Voordat het lied als officieel volkslied werd gekozen, was het al een populair lied onder de Montenegrijnen. Het lied bestaat in verschillende varianten. 

## Tekst in hetMontenegrijnsen in het Nederlands
| Latijns schrift | Nederlandse vertaling |
| --- | --- |
| Oj svijetla majska zoro Majko naša Crna Goro Sinovi smo tvog stijenja I čuvari tvog poštenja Volimo vas, brda tvrda, I stravične vaše klance Koji nikad ne poznaše Sramotnoga ropstva lance. Dok lovćenskoj našoj misli Naša sloga daje krila, Biće gorda, biće slavna Domovina naša mila. Rijeka će naših vala, Uskačući u dva mora, Glas nositi okeanu, Da je vječna Crna Gora. | O, stralende meimorgen Onze moeder, Montenegro Wij zijn de zonen van jouw rotsen En de hoeders van jouw eer Wij houden van jullie, stevige heuvels En jullie angstwekkende ravijnen Die nooit kennismaakten Met de ketens van 't schandelijk slavendom. Terwijl onze eenheid vleugels geeft Aan onze ziel van de Lovćen, Zal trots en roem Ons vaderland ten deel vallen. Een rivier van onze golven, Uitkomend in twee zeeën, Zal dragen naar de oceaan Het woord dat Montenegro eeuwig is. |